# Route impériale des Cimes
La route impériale des Cimes est une route stratégique historique, de 53 km de longueur, entre les villes de Bayonne et Saint Jean Pied-de-Port, dans les Pyrénées-Atlantiques, en France. Elle est numérotée RD 22. La route passe par les communes de Saint-Pierre-d'Irube, Mouguerre, Villefranque, Jatxou, Halsou, Cambo, puis avant Hasparren bifurque vers Mendionde et Irissarry en contournant l'Ursuya par son flanc est. Les usagers poursuivaient leur route vers Pampelune par Roncevaux. Elle était empruntée par tous les convoyages et les grands personnages car elle était sèche et praticable en hiver, de par son profil qui suit le sommet des collines.   

## Historique
Au début du XIXe siècle, la route fut un chemin stratégique pour les troupes de Napoléon qui l'empruntèrent pendant la guerre d'indépendance espagnole pour rejoindre Saint-Jean-Pied-de-Port. Lors de la poussée de Wellington vers Bayonne en novembre 1813 les Anglo-Espagnols furent retenus par les pluies entre Cambo et Ustaritz. Ils attaquèrent les pentes d'Halsou et Jatxou vers Lurminthoa, alors quartier-général du général Foy. La route fut le théâtre de manœuvres de cavalerie et d'escarmouches notamment vers Celhay sur l'Ursuya, suivies de combats très meurtriers sur les pentes menant vers Saint Pierre d'Irube.  
Lors de sa création le 19 février 1832, la route nationale 132 au sud de Bayonne empruntait la route impériale des Cîmes et continuait jusqu'à Jaxu, en basse-Navarre. Le 19 septembre 1849, le tracé de la RN 132 entre Saint-Pierre-d'Irube et Hasparren fut dévié par Briscous pour éviter les dénivelés de la route impériale.
Le profil de la route et ses points de vue en font un parcours idéal pour les cyclistes. Le Tour de France emprunta à plusieurs reprises une partie du tracé. Aujourd'hui la circulation y est devenue si intense que son attrait touristique et sportif est menacé. 

## Sources et références
1. ↑  « La route impériale des Cimes », sur le site de la commune (consulté le 8 septembre 2014).